# ان‌جی‌سی ۵۰۹۰ و ان‌جی‌سی ۵۰۹۱
ان‌جی‌سی ۵۰۹۰ و ان‌جی‌سی ۵۰۹۱ (انگلیسی: NGC 5090 and NGC 5091) مجموعه‌ای از دو کهکشان در فاصله نزدیک ۱۶۰ میلیون سال نوری (۵۰ میلیون پارسک) در صورت فلکی قنطورس هستند.